# Wilaya de Souk Ahras
La wilaya de Souk Ahras (/su.k‿a.ʁas/ ), (en arabe : ولاية سوق أهراس ; en berbère : ⵜⴰⵡⵉⵍⴰⵢⵜ ⵏ ⵙⵓⵇ ⴰⵀⵔⴰⵙ), est une wilaya algérienne située au Nord-Est de l'Algérie qui existe depuis 1984 et compte 10 daïras et 26 communes.

## Géographie

### Situation
La wilaya de Souk Ahras se situe au Nord-Est de l'Algérie, à l'est des Aurès et à la frontière Tunisienne.
|                                            | Wilaya d'El Tarf     |                                 |
| Wilaya de Guelma, Wilaya de Oum-El-Bouaghi | wilaya de Souk Ahras | Gouvernorat du Kef (La Tunisie) |
|                                            | Wilaya de Tébessa    |                                 |

### Climat
Le climat de la wilaya est de type méditerranéen au nord et continental à l'extrême sud. Les températures varient selon les saisons (jusqu'à 10 °C en janvier et 45 °C en août). Les températures moyennes sont de 15 °C en janvier et 35 °C en juillet.

## Population
La wilaya de Souk Ahras se caractérise par une population à majorité berberes chaouis essentiellement arabophone, dialecte algérien (derdja).
En 2008, la population de la wilaya est  438 127 habitants.

## Organisation de la wilaya

Organisation territoriale de la wilaya.

### Walis
Le poste de wali de la wilaya de Souk Ahras a été occupé par plusieurs personnalités politiques nationales depuis sa création le 4 février 1984 par la loi no 84-09 qui réorganise le territoire algérien en portant le nombre de wilayas de trente et une à quarante-huit.
| N° | Wali                 | Début             | Fin               |
| -- | -------------------- | ----------------- | ----------------- |
| 1  | Abdelkader Aïssaoui  | 4 avril 1984      | 7 mai 1986        |
| 2  | Rabah Boubertakh     | 13 mai 1984       | 20 septembre 1987 |
| 3  | Salah Brahimi        | 26 juillet 1989   | 29 juillet 1990   |
| 4  | Abderrahmane Taouret | 7 mai 1986        | 14 juillet 1987   |
| 5  | Rabah Boubertakh     | 14 juillet 1987   |                   |
| 6  | Mokhtar Bentabet     | 21 août 1991      | 30 juin 1994      |
| 7  | Djamel Dehane        | 30 juin 1994      |                   |
| 8  | Mourad Hidouk        |                   | 22 août 1999      |
| 9  | Brahim Bengayou      |                   | 13 août 2000      |
| 10 | Brahim Boukherrouba  | 13 août 2000      | 17 août 2004      |
| 11 | Miloud Tahri         | 17 août 2004      | 7 mai 2008        |
| 12 | Rachid Fatmi         | 7 mai 2008        | 30 septembre 2010 |
| 13 | Saâd Agoudjil        | 30 septembre 2010 | 22 juillet 2015   |
| 14 | Abdeghani Filali     | 22 juillet 2015   | 13 juillet 2017   |
| 15 | Abbas Badaoui        | 13 juillet 2017   | avril 2019,       |
| 16 | Lounes Bouzegza,     | avril 2019,       | 20 février 2023   |
| 17 | Abdelkrim Zinai      | 20 février 2023   | en cours          |

### Daïras
La wilaya de Souk Ahras compte dix daïras.

### Communes
La wilaya Souk Ahras compte vingt-six communes.

## Ressources hydriques

### Barrages
Cette wilaya comprend les barrages suivants :
- Barrage de Oued Charef[10].
- Barrage de Aïn Dalia[11].
- Barrage de Oued Djedra[12].
- Barrage de Oued Ghenam[13].
- Barrage de Zouabi[14].

Ces barrages font partie des 65 barrages opérationnels en Algérie alors que 30 autres sont en cours de réalisation en 2015.

## Santé
- Hôpital Houari Boumediène.
- Hôpital Ibn Rochd.
- Hôpital de Sedrata.

## Économie
La wilaya de  Souk Ahras est une wilaya à vocation minière et agricole.

### Industrie minière
La wilaya possède des ressources minières non encore exploitées : plomb du Djebel El Oued, plomb et zinc de Khedara, fer du djebel el Ballout et du djebel Ledjbel et baryte de Draa Zarga.

### Agriculture
La wilaya a une activité d’élevage importante avec plus de 80 000 bovins et 300 000 ovins et caprins.

### Commerce
La wilaya  est aussi caractérisée, au même titre que des wilayas limitrophes des pays frontaliers, par un commerce transfrontalier important notamment dans les activités de la contrebande des produits alimentaires, d'effets vestimentaires, de pièces détachées et de trafic de carburant.

### Tourisme
La promotion de ce secteur figure 
parmi les objectifs importants que la 
Wilaya s’emploie à concrétiser, les 
facteurs naturels, historiques et 
culturels étant favorables. La richesse 
touristique jouit de l’existence de sites 
archéologiques, historiques et 
culturels (sites de Taoura, Madaure, 
Khemissa, Tiffech et l’olivier de Augustin d'Hippone), de hammams thermaux 
(Ouled Ziad, El Ma Lahmar, El F’Hiss
et Tassa) et de sites naturels dont les 
forêts (tourisme de montagne de 
détente et de loisir), où le patrimoine 
sylvicole occupe 
près de 20 % du 
territoire. Cette multiplicité de potentialités ouvrira de 
grandes opportunités à l’investissement et à la réalisation de 
projets touristiques prometteurs tels que la réalisation de 
complexes touristiques, d’hôtels, de piscines, de parc de 
loisirs et d’attraction,…etc.